# Маньовський Остап
Маньовський Остап (20 січня 1892, м. Чортків, нині Україна — 9 липня 1958, там само) — український педагог, громадський діяч.

## Життєпис
Остап Маньовський народився 20 січня 1892 у місті Чорткові в родині свідомих і заможних міщан.
Навчався у гімназії в м. Кіцмань (нині Чернівецька область) та учительській семінарії у м. Заліщики. Закінчив учительську семінарію в Чорткові (1913).
Брав участь у визвольних змаганнях у боях за Львів (в ранзі сотника) і пройшов страхіття «чотирикутника смерті» (1918—1919). Працював вчителем гімназії «Рідна школа» (м. Чортків, 1920), організатором і вчителем школи Українського педагогічного товариства в Чорткові. На початку 1930-х польська влада її закрила й заборонила Маньовському вчителювати. Приватно навчав дітей письму, читанню, історії, грі на скрипці. Організатор приватної української школи в с. Звиняч (нині Чортківського району).
Діяльний у «Просвіті», «Рідній школі» та інших українських товариствах.
Помер 9 липня 1958 року.

## Родина
9 вересня 1922 року одружився зі студенткою чортківського семінаря Анною Боднар, дочкою залізно-дорожнього урядовця, народженою 17 грудня 1895 року (після його смерті переїхала до США). Разом з дружиною виховував дочку Степанію Наталію, яка одружена з д-ром Степаном Ворохом.

## Пам'ять
На честь Остапа Маньовського названа вулиця у Чорткові.